# 경북교통
경북교통 주식회사(慶北交通 株式會社)는 대구광역시의 시내버스 운송 업체이다.

## 개요
- 1962년 5월 11일에 시내버스 운송 면허를 취득하여[1] 설립되었다.
- 오랫동안 반야월 종점을 운영하였고, 2006년 노선 개편 후에는 종점 기능을 지하철 반야월역 인근의 동호동 공영차고지 겸 천연가스 충전소로 넘겼다.
- 한때 1998년 5월 618번 1980년대 22번 입석 이현삼거리 ~ 안심 신일여객과 경북교통 고정배차 하기도 했다.
- 똑같은 반야월 소재 회사이지만, 대덕교통에 비해 수성구 지역으로 다니는 노선들이 상대적으로 많다.
- 2004년 세진교통이 동광버스를 합병하기 전까지 대구광역시에서 규모가 제일 큰 회사였다.
- 경북고속, 경북대학교와는 아무 관련이 없다.

## 차고지
- 대구광역시 동구 경안로 752 (동호동 105-4)

## 보유 차량
- 현대자동차 - 현대 뉴 슈퍼 에어로시티, 현대 저상 뉴 슈퍼 에어로시티, 현대 일렉시티
- 우진산전 - 우진산전 아폴로 1100

## 노선
| 노선번호 | 운행경로 기점 ↔ 중간경유지 ↔ 종점  | 운행경로 기점 ↔ 중간경유지 ↔ 종점 | 운행경로 기점 ↔ 중간경유지 ↔ 종점 | 운행대수     | 비고                                        |
| -------- | ---------------------------------- | --------------------------------- | --------------------------------- | ------------ | ------------------------------------------- |
| 급행5번  | 경산시 진량읍 내리리 대구대학교    | 중구 공평동 2.28기념중앙공원      | 달서구 갈산동 신흥버스            | 11           | 세진교통, 신흥버스 공배 현금 승차 불가 노선 |
| 직행1번  | 학정청아람                         | 동구 율하동 신기역                | 영남대학교                        | 4            | 우진교통 공배                               |
| 순환3번  | 수성구 범물1동 범물1동주민센터     | 서구 비산7동 북부정류장           | 수성구 범물1동 범물1동주민센터    | 11 (저상 5)  | 신진자동차 공배                             |
| 156번    | 동구 용계동                        | 중구 동성로2가 CGV대구한일        | 달서구 갈산동 신흥버스            | 9 (저상 7)   | 대명교통, 신흥버스 공배                     |
| 501번    | 달서구 갈산동 신흥버스             |                                   | 북구 연경동 (연경지구공영차고지   | 8 (저상 7)   | 신흥버스 공배                               |
| 650번    | 고령군 다산면 상곡리 다산주공2단지 | 중구 덕산동 반월당역              | 동구 신암동 동대구역              | 7 (저상 4)   | 남도버스, 해피투게더세한여객 공배           |
| 805번    | 달서구 장기동 달서아트센터         | 중구 덕산동 반월당역              | 동구 동호동 반야월역              | 21 (저상 13) | 단독운행                                    |
| 814번    | 경산시 진량읍 내리리 대구대학교    | 동구 용계동 용계역                | 수성구 범물2동 범물두성타운       | 14 (저상 8)  | 대화교통, 신일여객 공배 숙천동 경유         |
| 북구6번  | 북구 검단동 성보교통               |                                   | 수성구 수성동4가                  | 3 (저상 2)   | 우창여객 공배                               |
| 수성3번  | 동구 동호동 반야월역               | 수성구 두산동 TBC                 | 동구 동호동 반야월역              | 8 (저상 3)   | 단독운행                                    |
| 예비     |                                    |                                   |                                   | 5            | 단독운행                                    |
| 9종      |                                    |                                   |                                   | 97대         |                                             |

## 갤러리

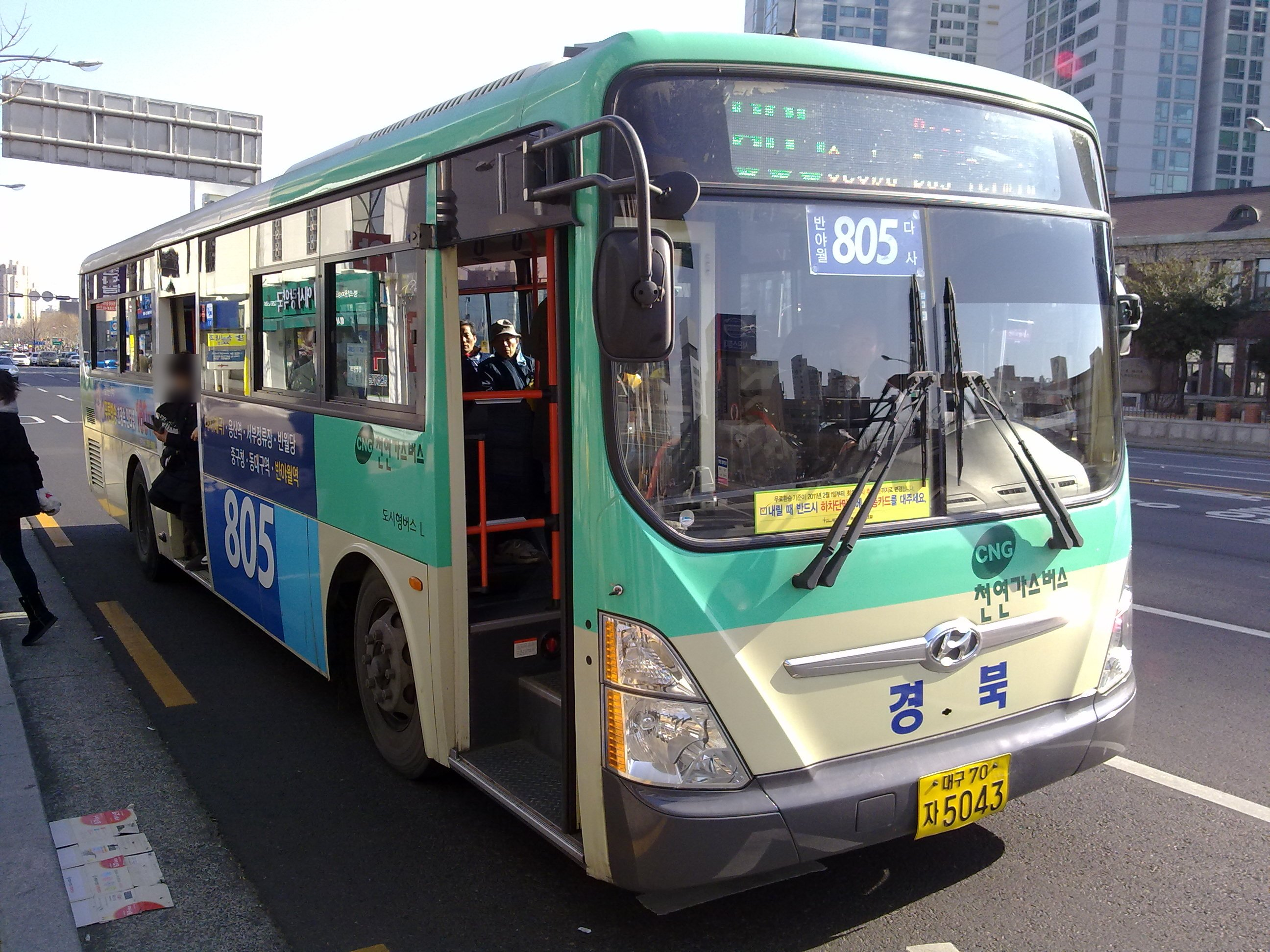
대구시내버스 805번 (대차 전)
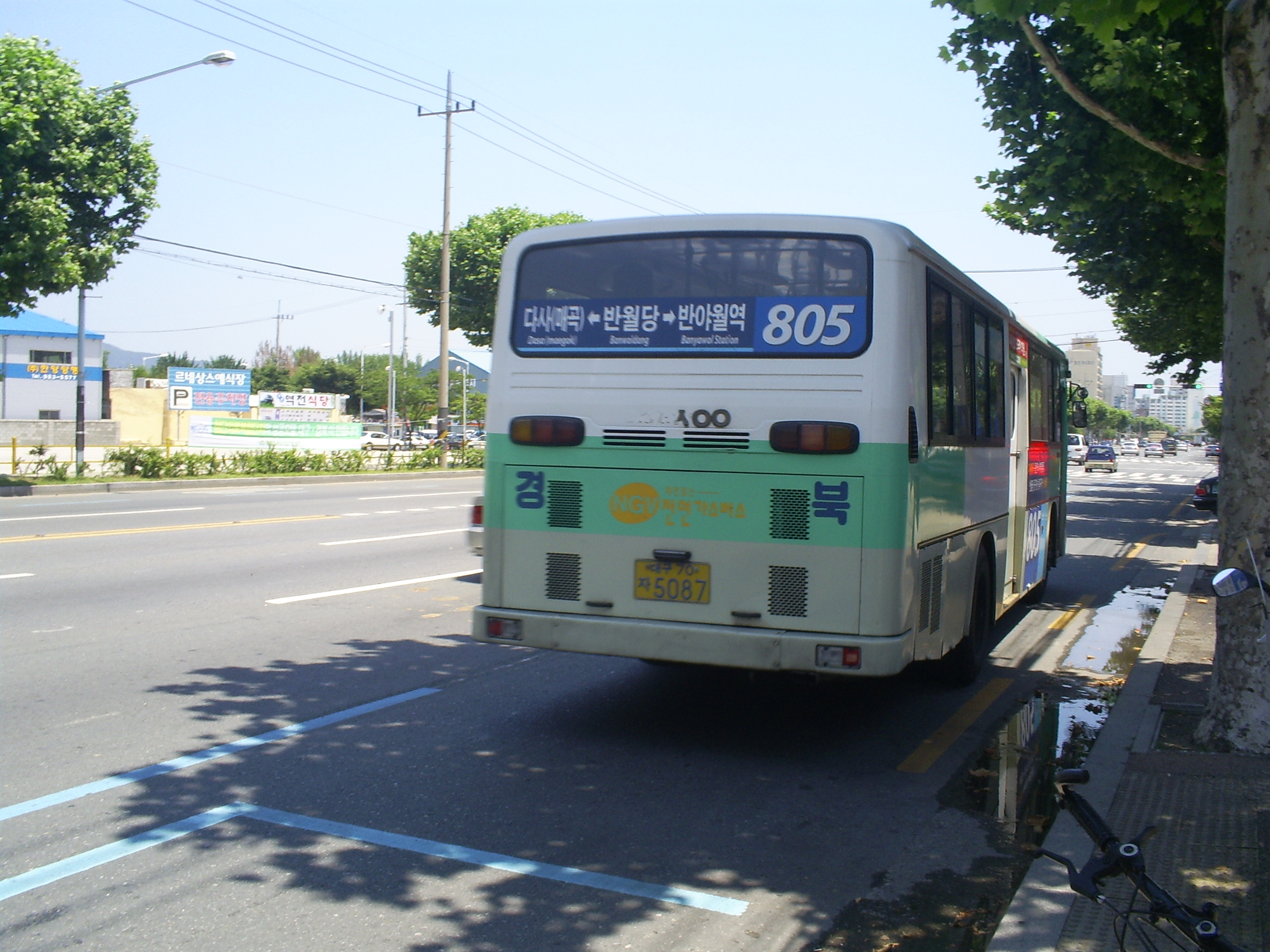
대구시내버스 805번 (대차 전)
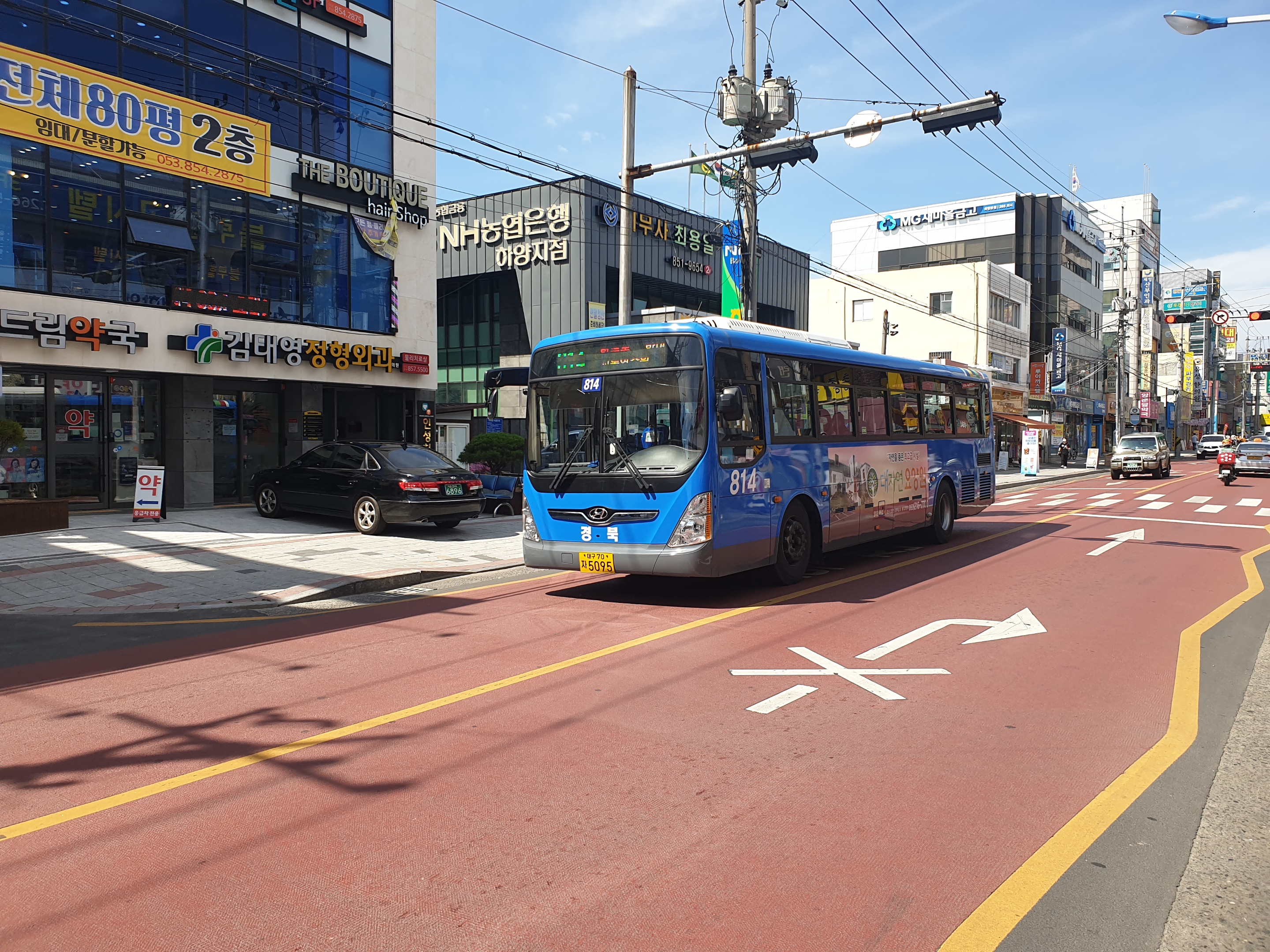
대구시내버스 814번
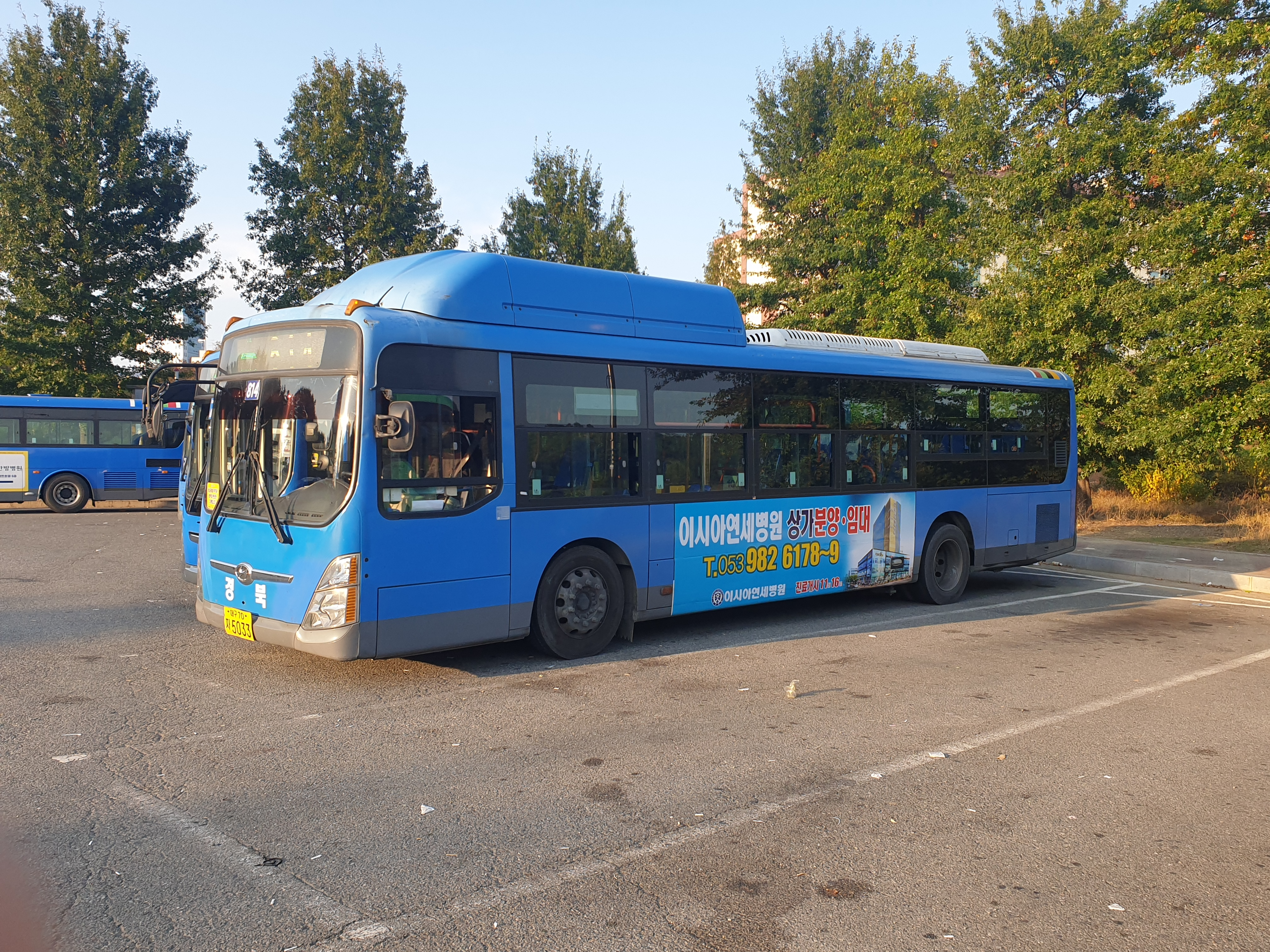
대구시내버스 814번 저상버스
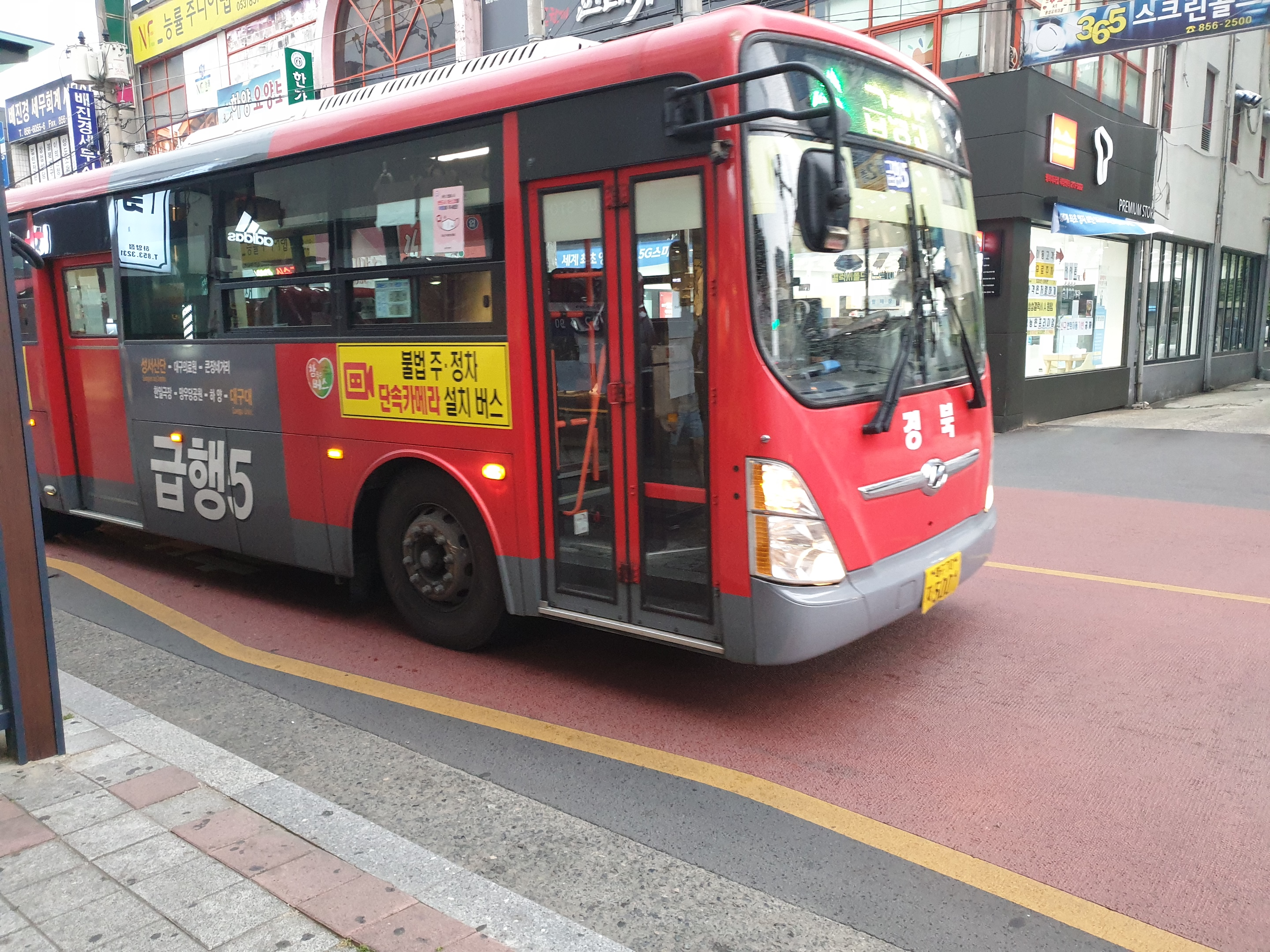
대구시내버스 급행5번
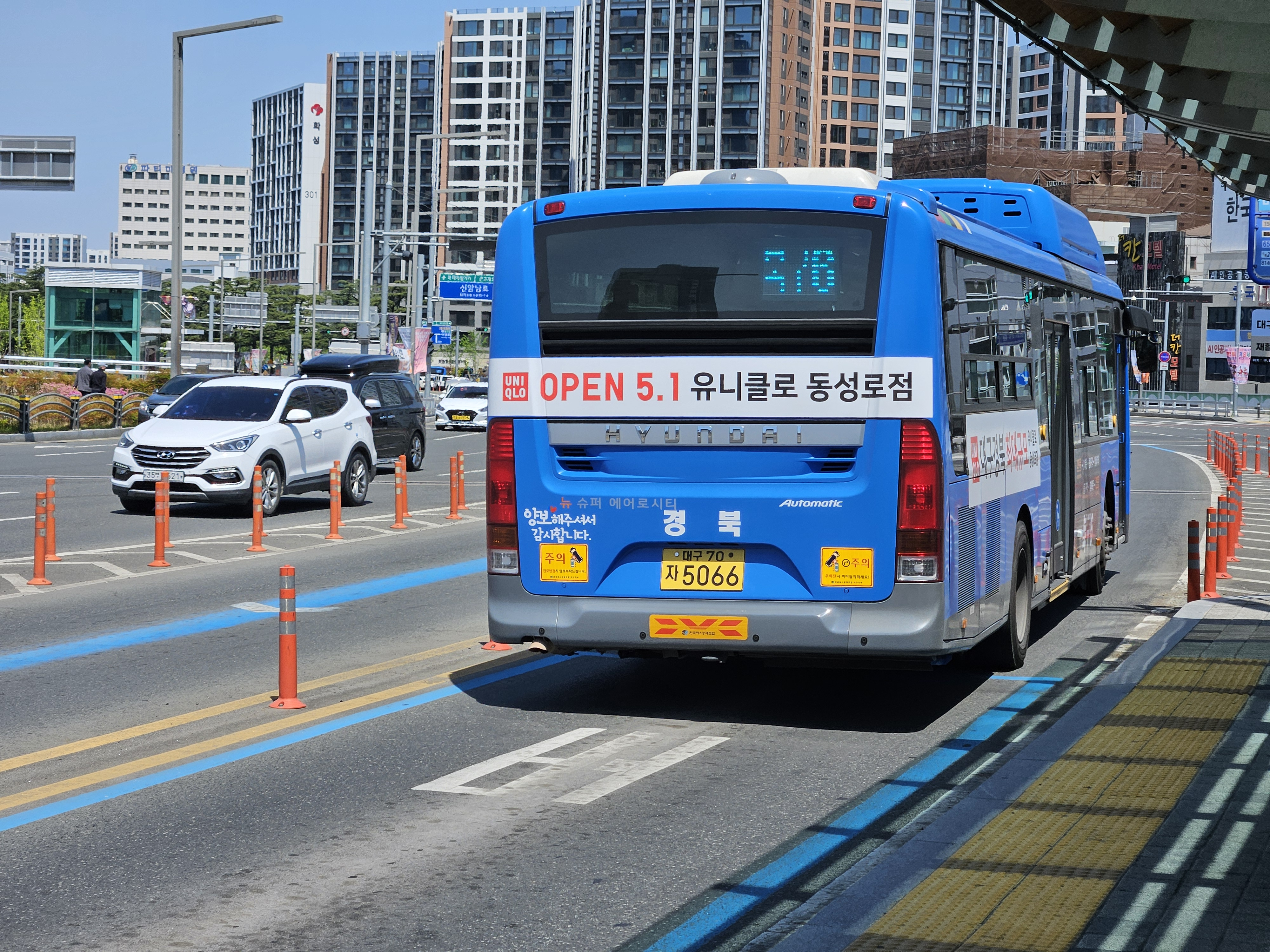
대구시내버스 북구6번